# 부미 스리위자야 스타디움
부미 스리위자야 스타디움(인도네시아어: Stadion Bumi Sriwijaya, 영어: Bumi Sriwijaya Stadium)은 인도네시아 팔렘방에 있는 7,000명을 수용할 수 있는 다목적 경기장이다. 2018년 아시안 게임 여자 축구 경기장으로 사용되었다.